# Борисевич Василь Васильович
Васи́ль Васи́льович Борисе́вич (4 січня 1969, с. Діброва (Коханівська сільська рада) Збаразького району Тернопільської області (нині Вишнівецька ТГ, Кременецького району Тернопільської обл.) — 20 січня 2015, поблизу смт Фрунзе Слов'яносербського району Луганської області) — український військовик, сержант 24-ї окремої механізованої бригади (Яворів). Кавалер ордена «За мужність» III ступеня (2015, посмертно), почесний громадянин Тернопільської області (2022, посмертно).

## Життєпис
Проживав у с. Мала Снігурівка Лановецького району. Був підприємцем — разом з дружиною вирощував і продавав овочі.
1 вересня 2014 отримав повістку. Після двомісячного вишколу на Яворівському полігоні, у складі 24-ї бригади відбув на Луганщину.
20 січня 2015 почався наступ бойовиків на блокпост № 31 на трасі «Бахмутка» поблизу смт Фрунзе (Луганська область), Василь схопив гранатомет, щоб поцілити в танк, але зброя не спрацювала. Тоді він почав стріляти з автомата, тут у нього й поцілила куля снайпера, яка пробила легені. Побратими відтягнули пораненого до бліндажа, але коли зняли бронежилет, пульс уже не відчувався. Обгоріле до невпізнання тіло Василя знайшли пізніше на тому ж місці. Рідні три місяці шукали його і сподівалися, що Василь живий. Але ДНК-експертиза підтвердила, що Василь загинув.
Поховали бійця 24 квітня у с. Мала Снігурівка Лановецького району на цвинтарі біля церкви. Чин похорону відправив архієпископ Нестор спільно з вісімнадцятьма священиками.
Залишилися дружина Ірина, сини Павло і Володимир, невістка Аліна.

## Вшанування
- 15 липня 2015 в рамках робочої поїздки в Лановецький район сім'ю загиблого відвідав голова Тернопільської обласної державної адміністрації Степан Барна[2].
- Вшановується в меморіальному комплексі «Зала пам'яті», в щоденному ранковому церемоніалі 20 січня[3][4].

### Відзнаки
- орденом «За мужність» III ступеня — за особисту мужність і високий професіоналізм, виявлені у захисті державного суверенітету та територіальної цілісності України, вірність військовій присязі (4 червня 2015 року, посмертно).[5];
- почесний громадянин Тернопільської області (26 серпня 2022, посмертно)[6];
- орден «За Україну, за її волю» Спілки бійців і волонтерів АТО «Сила України» — за мужність, самовідданість та зразкове виконання службових обов'язків, проявлені в боротьбі за незалежність України під час проведення АТО на Сході України (посмертно)[7].